# Факовићи
Факовићи су насељено мјесто у општини Братунац, Република Српска, БиХ. Према попису становништва из 2013. у насељу је живјело 102 становника.

## Географија
Село се налази на 23 километара од Братунца. Лежи на реци Дрини. Факовићи су највише посећени преко лета због Дринске обале, такозваног Орашњака који посећују посетиоци из свих места Братуначке општине, околине, па чак и суседних места из Србије. Обухвата подручје од 750 хектара.

## Историја

### Масакр у Факовићима 1992.
На Факовиће је 5. октобра 1992. извршен напад муслиманских снага из Сребренице током кога је почињен масакр над 25 Срба. Жртве су убијане у својим кућама, масакриране и спаљене. Покретна имовина је опљачкана а непокретни објекти су запаљени. Остаци убијених Срба због вишедневне опсаде насеља нису сахрањени у Факовићима, него на различитим гробљима у Братунцу, Љубовији и Бајиној Башти.

## Братуначка Дринска Регата
У такозваном Орашњаку (Факовићи) овога лета се одржала Прва Братуначка Дринска регата, иако се у суседној Србији (тачније у Љубовији) одржава већ 6 година са великим успехом.
Нешто више од педесетак чамаца, заједно, уз трубаче, шалу и забаву се спустило нешто више од 20 километара до Братуначког мотела или прелаза између Републике Српске и Републике Србије.

## Становништво
Према попису становништва из 1991. године, мјесто је имало 162 становника. Већина становника су Срби.
| Демографија | Демографија | Демографија |
| Година      | Становника  | Становника  |
| ----------- | ----------- | ----------- |
| 1948.       | 105         |             |
| 1953.       | 135         |             |
| 1961.       | 179         |             |
| 1971.       | 166         |             |
| 1981.       | 158         |             |
| 1991.       | 161         |             |
| 2013.       | 102         |             |